# Musée archéologique Saint-Pierre de Vienne
Le musée archéologique Saint-Pierre, labellisé Musée de France, est un musée lapidaire français localisé dans l’ancienne église Saint-Pierre de Vienne (Isère), dans la région Auvergne-Rhône-Alpes, près de Lyon. Il est un des cinq musées ou site de la ville de Vienne avec le Musée des Beaux-Arts et d'Archéologie, le Musée de l'industrie textile, le Théâtre antique de Vienne et le cloître Saint-André-le-Bas.
Cette ancienne église, classée monument historique en 1862, est l'une des plus anciennes de France et l'un des rares monuments européen de l'antiquité tardive encore en élévation : elle est fondée à la fin du Ve siècle. Dédiée aux apôtres Pierre et Paul, c’est l’une des rares basiliques de l’Antiquité tardive en élévation. Son plan basilical et son abside avec  remplois de deux fûts de colonnes romaines gardent l’esprit de la construction originelle.

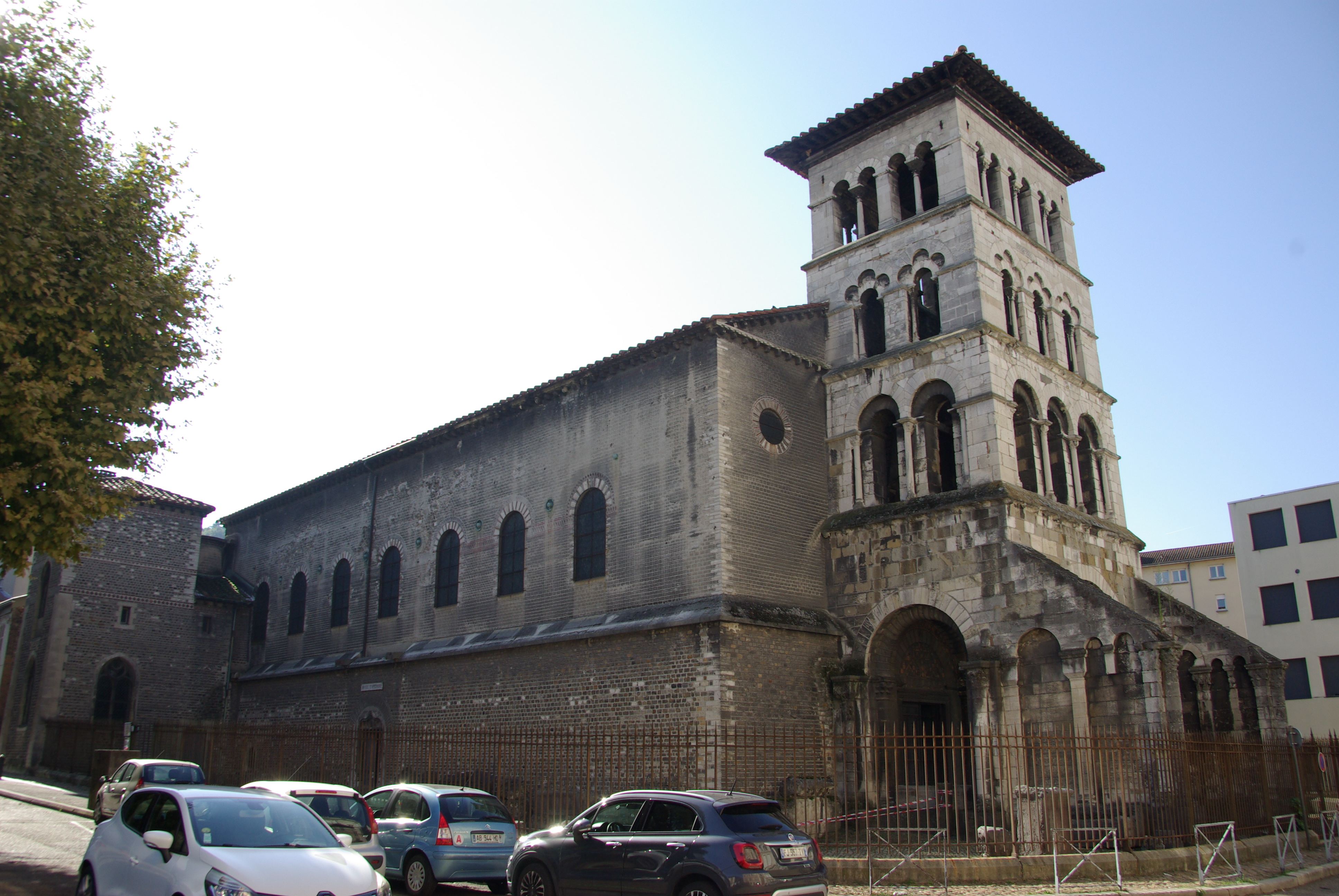
Eglise Saint-Pierre

Le musée est fermé pour rénovation depuis le 31 octobre 2022 et au moins jusqu'à fin 2027,.

## Histoire du musée

### Origine du site

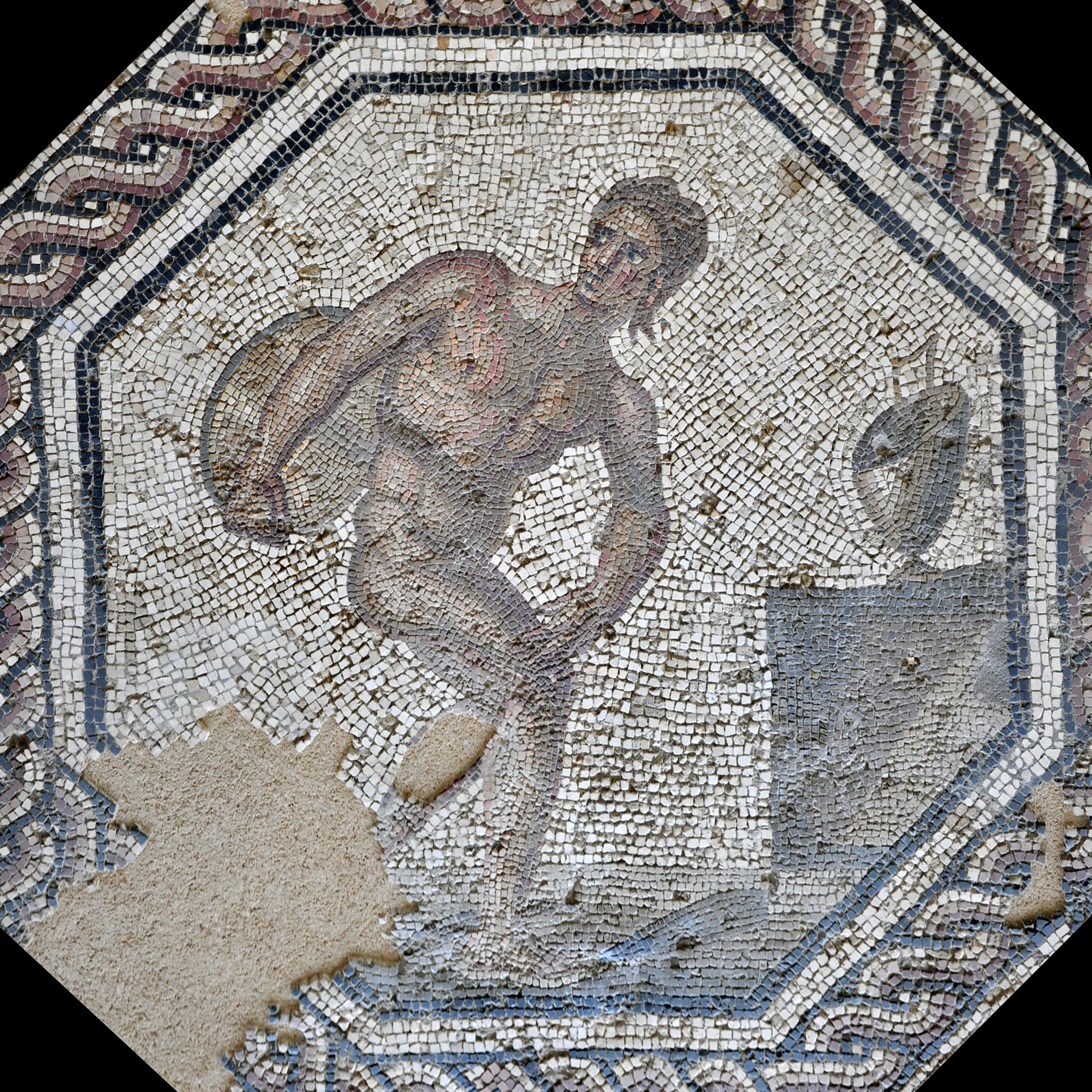
Discobole, mosaïque des « athlètes vainqueurs ».

L’ancien monastère Saint-Pierre est installé sur l’emplacement d’un ancien quartier antique situé dans l’angle sud-ouest de l’enceinte urbaine augustéenne.
Les fouilles menées, en 1966, place Saint-Pierre ont mis au jour des vestiges de plusieurs maisons romaines avec une architecture mixte de terre et de bois ainsi que des mosaïques datées entre le milieu du Ier siècle et le IIIe siècle av. J.-C. La mosaïque des « athlètes vainqueurs » exposée au musée de Saint-Roman-en-Gal y est trouvée.
Au IVe siècle, les maisons gallo-romaines abandonnées laissent place à une nécropole dans ce quartier.

### De l'oratoire paléochrétien au musée archéologique Saint-Pierre
La basilique funéraire des Saints-Apôtres, premier nom de l’église Saint-Pierre est édifiée au Ve siècle.
Elle regroupe un important groupe d’édifices religieux à vocation funéraire. Elle est transformée pour partie en monastère dès le VIe siècle et pour une autre partie en église paroissiale avant le XIIIe siècle avec l’église Saint-Georges.
Fondée au Ve siècle par l’évêque Mamert, l’église Saint-Pierre devient une abbaye au VIe siècle. Elle est utilisée comme basilique funéraire jusqu’au XIIIe siècle et a ensuite été, jusqu’à l’épiscopat de Léger, le lieu privilégié de sépulture des évêques de Vienne.

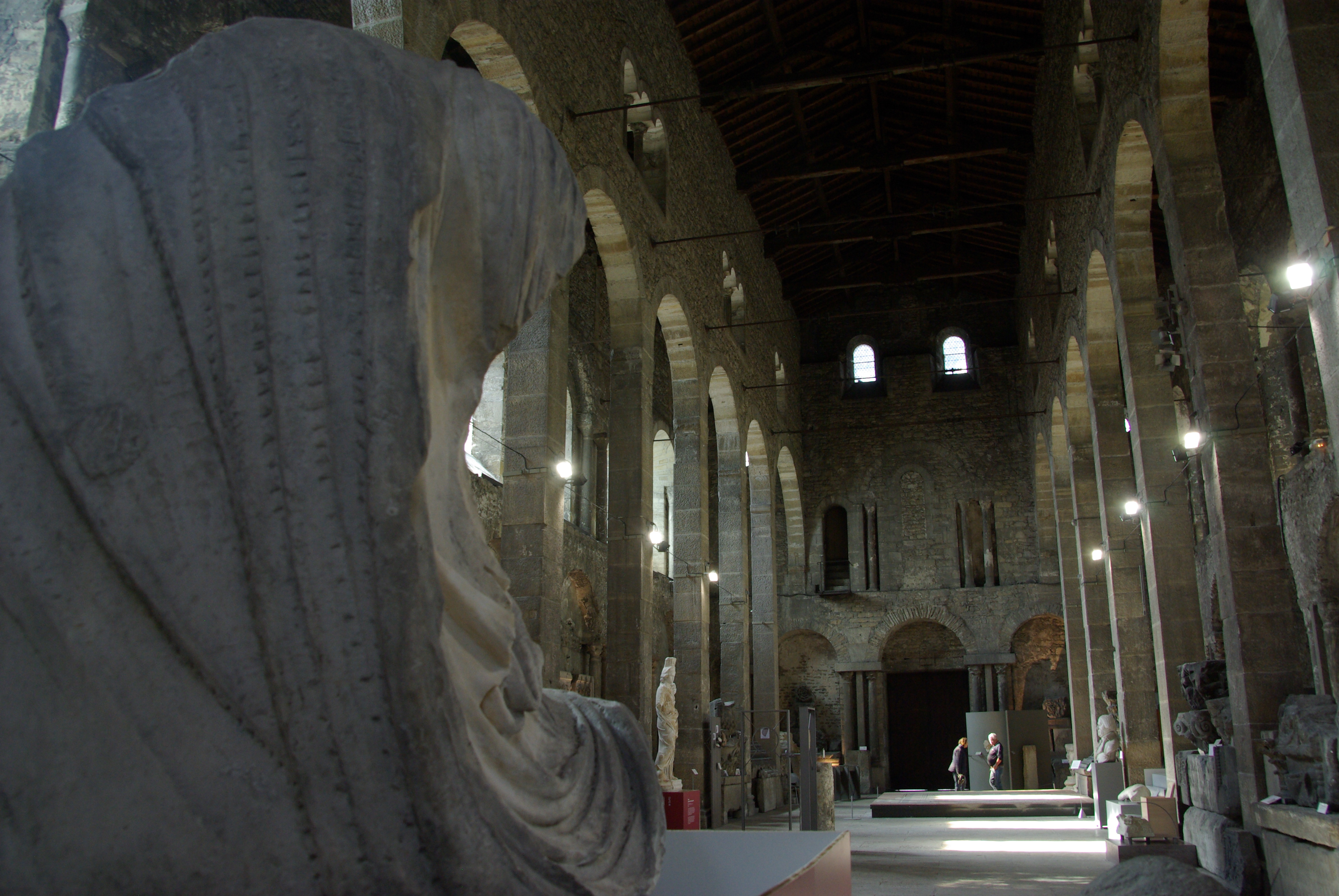
Nef de l'église

La nef est divisée en trois vaisseaux par de grandes arcades et un clocher-porche est édifié à l’entrée ouest ainsi qu'un portail au sud qui menait au cloître, aujourd’hui disparu. Le portail sud est orné de sculptures, d'une statue de Saint-Pierre et de deux chapiteaux allégoriques.
Le chevet reçoit un habillage polygonal. Le mobilier liturgique de l’époque carolingienne est abandonné et, en partie, remployé tel le chancel. Démonté, il a été remployé pour l’édification du clocher-porche.  
Aux XIVe – XVe siècles, la chapelle Notre-Dame, au plan en croix grecque, est remaniée : il reste des traces de peinture sur la voûte. Plusieurs chapelles, aujourd’hui disparues, sont aménagées. En 1780, l’ensemble de l’édifice est recouvert d’un décor de stuc et, cette même année, l’abbaye fusionne avec celle de Saint-Chef. En 1791, le culte est interdit et les chanoines dispersés.

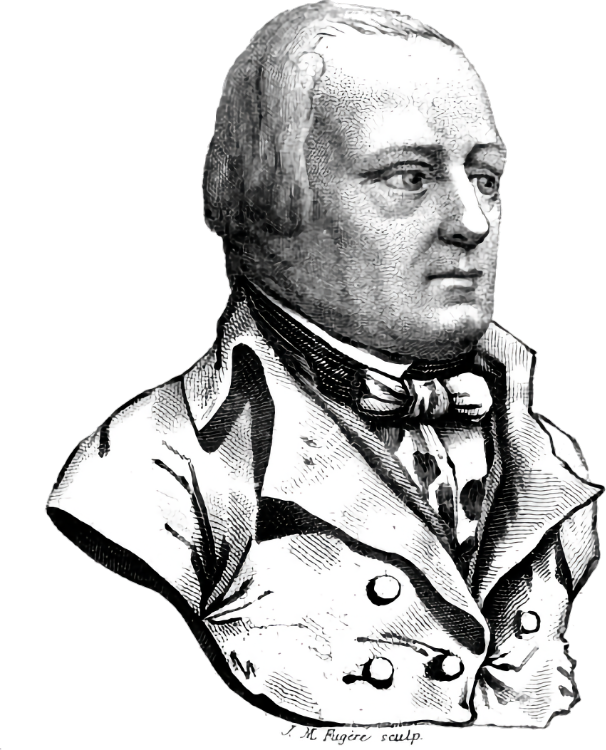
Lithographie de Schneyder par Jean-Marie Fugère.

La ville entre en possession de l’église en 1806 et y installe le premier musée municipal en 1809, grâce à la générosité de Pierre Schneyder, qui donne l’ensemble de sa collection archéologique à la ville de Vienne.
Vers 1860, une campagne de restauration est menée et le décor de stuc néo-classique est supprimé. Quelques années plus tard, des campagnes de fouilles archéologiques dans la nef, sous la direction d’Auguste Allmer, permettent la découverte de 124 sarcophages et de vestiges des aménagements liturgiques.
Les travaux durent, mais le lieu est utilisé comme dépôt lapidaire, avec des collections de sculptures, d’inscriptions auxquels s’ajoutent, plus tard, des mosaïques.
En 1862, l’ancienne église Saint-Pierre reçoit le titre de monument historique. Dix ans plus tard, la ville inaugure son Musée lapidaire.

### Musée départemental d’histoire de Vienne
Le musée archéologique, qui deviendra départemental, va être rénové et sa surface portée à 4 000 m2, en regroupant les anciennes églises Saint-Pierre et Saint-Georges ainsi que la maison Boullu. Suite au concours d'architectes organisé par le département, l'atelier Novembre de Paris a été choisi au printemps 2023, sur une proposition de structures contemporaines agencées autour des bâtiments anciens, avec des grandes verrières.
Un premier diagnostic archéologique préalable a été effectué par l'Inrap en 2022-2023 sur une zone très réduite et a mis en évidence de nombreuses sépultures du premier Moyen Âge. Un second de plus grande ampleur doit être réalisée de juin à septembre 2025, et peut-être déboucher sur des fouilles approfondies. C'est seulement après ces études que le chantier pourra démarrer.

## Les collections
C’est à Pierre Schneyder que l’on doit la conservation du patrimoine viennois. Cet Alsacien, en route pour l’Italie, s’installe finalement à Vienne en 1761 et devient professeur de l’école royale de dessin. Il rassemble peu à peu une collection d’antiques et permet l’ouverture l'ouverture du musée en 1809, dans l’ancienne église Saint-Pierre, désaffectée par la Révolution française.

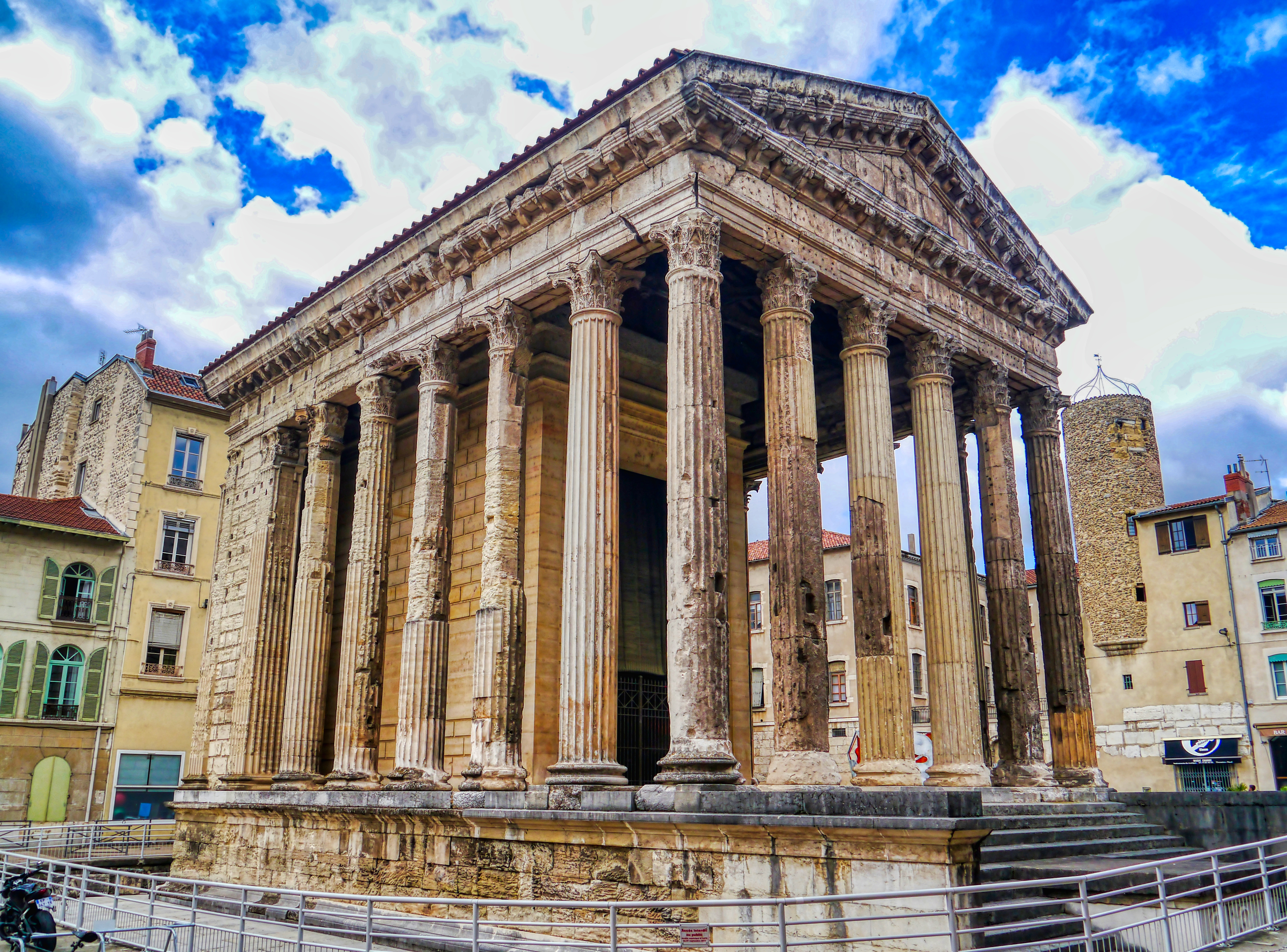
Le Temple d'Auguste et de Livie.

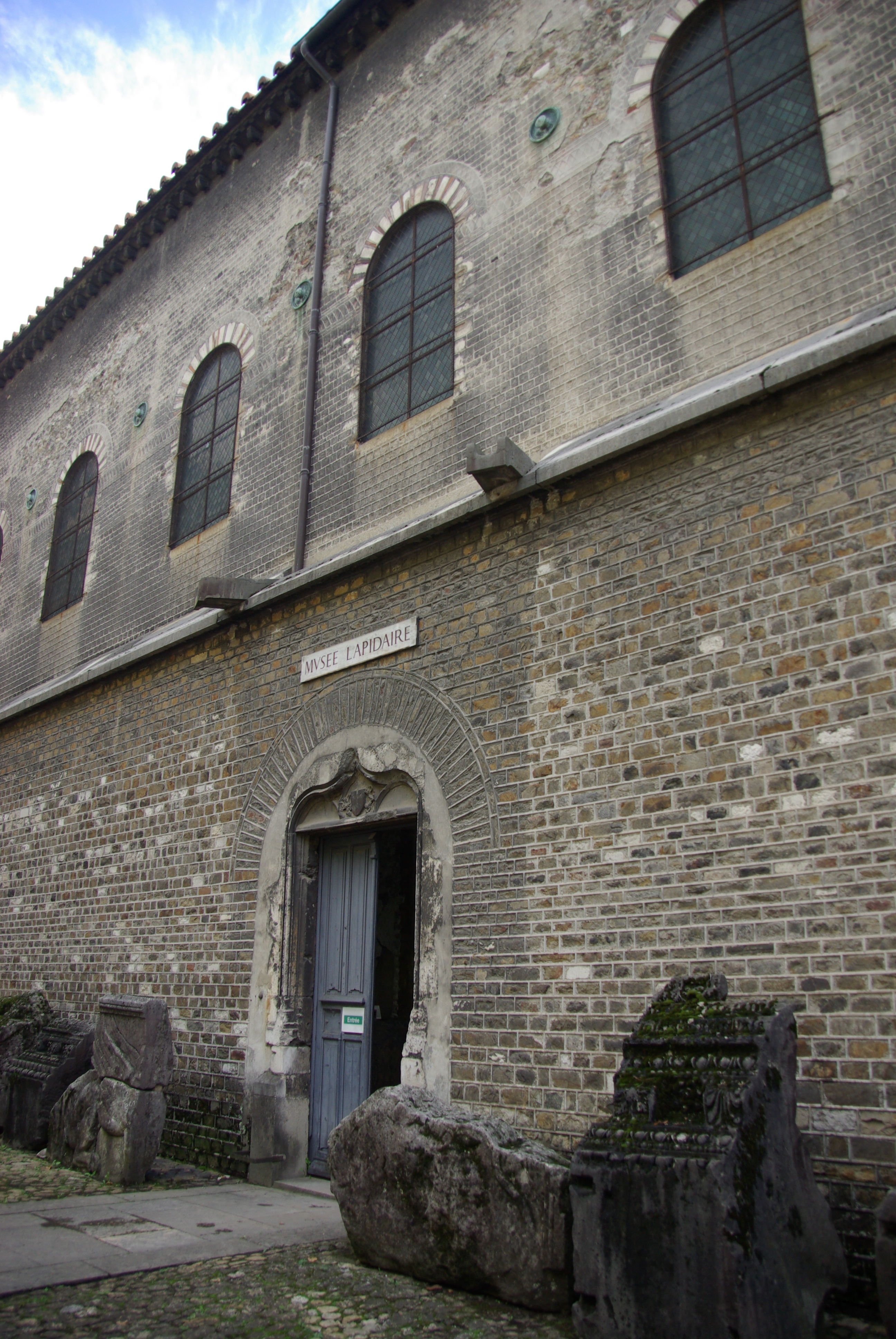
Entrée du musée

En 1822, le musée est transféré dans l’ancienne église Notre-Dame-de-Vie (l'actuel Temple d'Auguste et de Livie) avec la bibliothèque. Les collections s’enrichissent des destructions consécutives à la Révolution française. Un grand nombre de vestiges antiques provenant du palais archiépiscopal, des enceintes et du cloître de la cathédrale entrent dans les collections. La restauration de l’ancienne église Saint-Pierre, dans les années 1860, qui fait suite à celle du temple d’Auguste et Livie, permet l’installation définitive des collections lapidaires et leur présentation au public dès 1872. L'essentiel de la muséographie actuelle a été mise en place à cette occasion : les collections sont amoncelées de façon à renforcer l'architecture du lieu, sans souci de cohérence historique entre elles. Elles rythment l'espace de manière solennelle. Rebaptisé depuis musée archéologique Saint-Pierre, il présente des œuvres sculptées en pierre (calcaire et marbre) de l'Antiquité et du Moyen Âge.
Les collections lapidaires du musée archéologique Saint-Pierre, sont présentées dans la nef et dans la chapelle Notre-Dame (sud-est) ; à l’extérieur sous le clocher-porche et aux abords de l’église Saint-Pierre.  Elles présentent quatre types d’œuvres : les sculptures, des fragments sculptés d’architecture, des mosaïques et des inscriptions lapidaires.

### Les sculptures antiques

#### Les portraits
Dans la chapelle Notre-Dame une vitrine est consacrée aux portraits. Le visiteur pourra y découvrir, entre autres, le portrait de l’empereur Auguste, notable par sa perfection et la délicatesse de son modelé. La tête d'Auguste, provenant d'un haut relief, est l'un des meilleurs exemples de représentation du fondateur de l'empire conservé à l'heure actuelle. Un autre portrait de type impérial figure dans les collections : il s'agit de la seule représentation connue de l'usurpateur Magnence (en dehors des effigies monétaires) et elle est présentée dans l’abside.
Deux autres portraits peuvent être rapprochés de figures impériales : l’un, à dimension colossale, rappelle les traits officiels de Septime Sévère et l’autre, un fragment trouvé lors des fouilles de l’Odéon, permet une identification à Néron grâce à la comparaison avec des monnaies à l’effigie de cet empereur.

#### Les dieux
La statuaire du musée Saint-Pierre s’inspire d’œuvres classiques du monde gréco-romain et provient soit d’édifices publics soit de décor domestique      (de domus et de jardins).
La tête colossale de Junon accueille immédiatement le visiteur. Découverte en 1976 sur la colline Saint-Blandine, cette tête appartenait à une statue de près de cinq mètres de haut. Cette statue colossale coiffée de la stephané était probablement située dans la cella d’un temple. À la fois sœur et épouse de Jupiter, Junon symbolise le mariage et la fécondité.

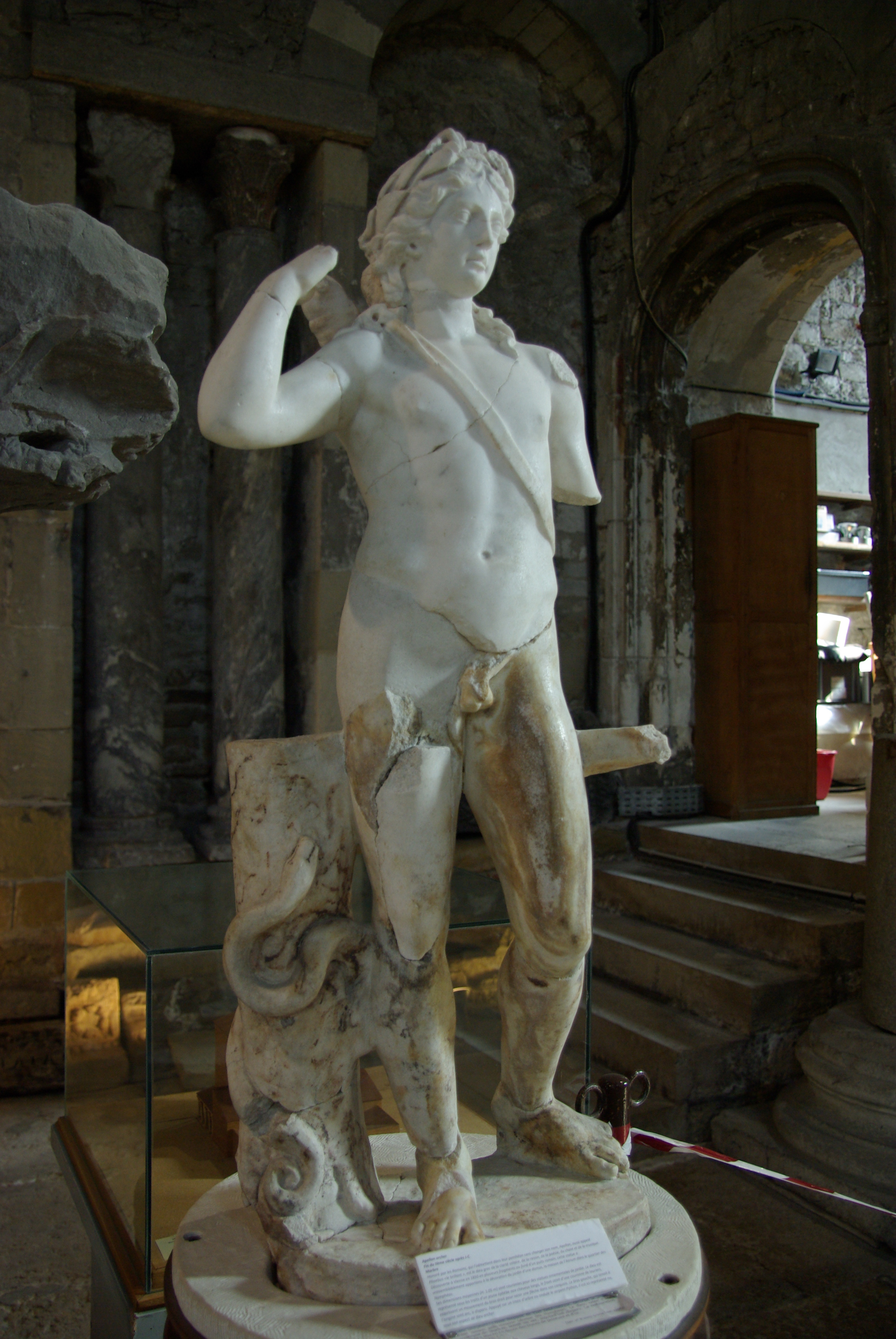
Apollon archer

La Tutela ou Fortuna (« celle qui veille sur la ville ») ou encore Tyché (en grec) de Vienne, déesse protectrice de la ville, est une copie de grande qualité d'un original hellénistique. Trouvée sur le site des thermes romains également appelés Palais du Miroir), et aujourd’hui situé à Saint-Romain-en-Gal, cette statue a été acquise par la ville de Vienne en 1954.
Apollon, appelé aussi  Phœbus « le brillant », est le dieu grec de la clarté, de la raison, de la poésie, du chant et de la musique, capable de divination.L'Apollon Archer du musée a été découvert en plusieurs fragments au fond d’un puits romain et appartenait probablement à la décoration du jardin d’une domus, la Maison de l’Atrium dans le quartier des Nymphéas. Le dieu est représenté sous les traits d’un jeune éphèbe aux cheveux longs, couronne de laurier sur la tête et esquissant un mouvement du bras droit pour saisir une flèche dans son carquois. Un serpent ondule à ses pieds évoquant sa victoire contre Python.
Apollon n’est pas très loin de sa sœur jumelle Diane. La statue, fragmentaire, représente Diane, déesse de la chasse et de la lune, dans une course rapide vers sa droite, course qui imprime un mouvement à la draperie de ses vêtements. Elle porte un chiton à manches, un péplos et une dépouille animale, certainement celle d’un cervidé. Elle fut trouvée en 1848, avec d’autres fragments qui laissent supposer la présence d’une maison à péristyle.
Dans la chapelle Notre-Dame, deux Vénus sont présentées : une copie en plâtre d’une Vénus accroupie dont l’original est au Louvre ainsi qu’un buste en marbre (Vénus pudica ?) du Ier siècle apr. J.-C. que l’on rapproche de l’Aphrodite Médicis et selon une autre hypothèse d’une Vénus anadyomène.

#### Autres statues
Toujours dans l’abside, d'autres portraits de personnages de la mythologie sont également présentés, comme un faune dit « Faune de Vienne ». Trouvé dans la vallée de Gère en 1820, il est déposé au musée en 1821. Louis XVIII le réclame pour le déposer au Louvre ainsi qu'un Silène (satyre, père adoptif et précepteur de Dionysos). La statue d’un enfant à l’hydrie qui ornait probablement une fontaine, s’inspire d’un satyre tardo-hellénistique et appartient au cycle dionysiaque.

#### Les fragments sculptés

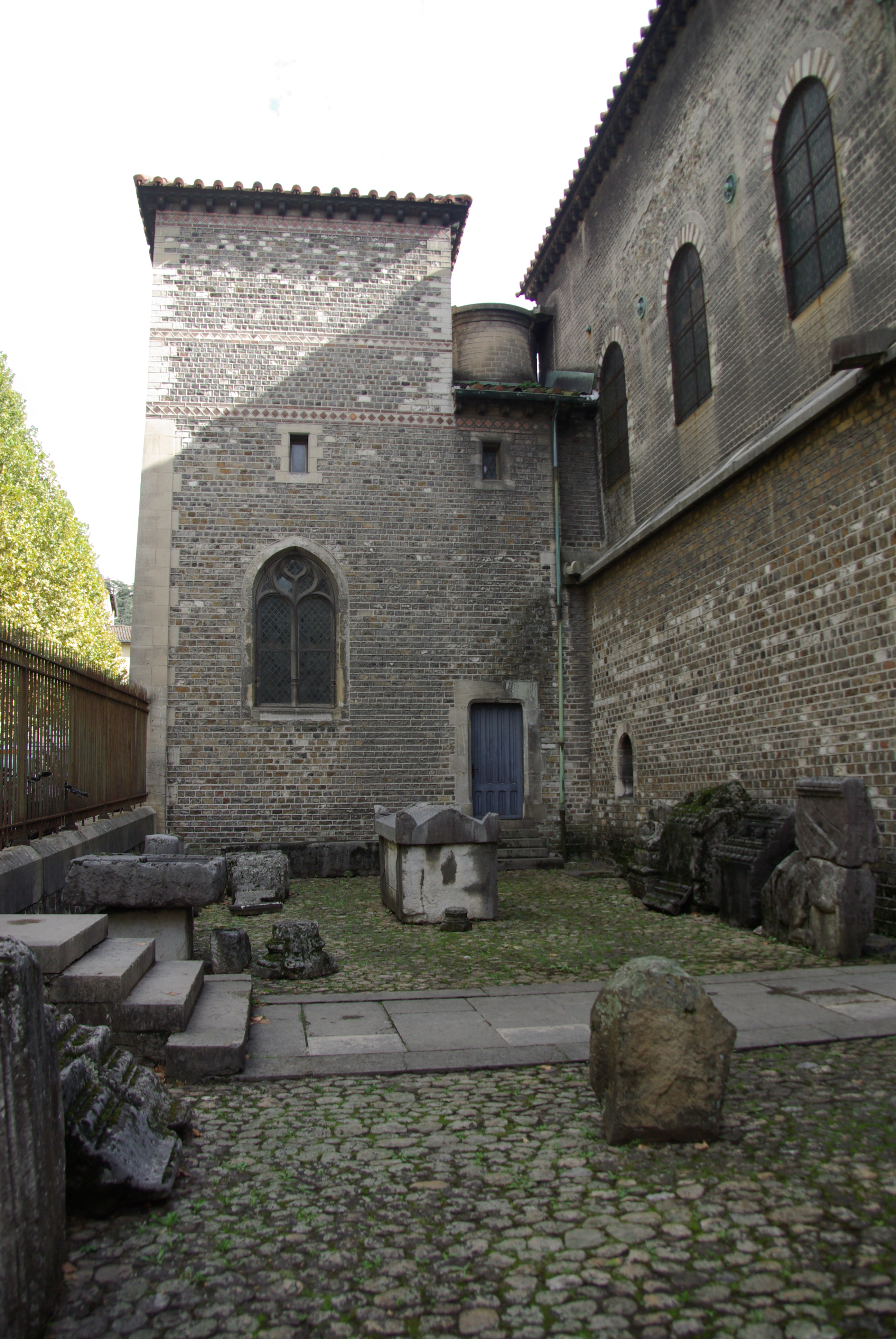
Fragments à l'extérieur du musée

Les fragments sculptés sont présentés en quantité et le musée regorge de nombreux vestiges de décors monumentaux urbains.
Dès l’entrée, le visiteur est accueilli par des fragments de grands reliefs ornés de griffons, appartenant probablement à des frises d’armes d’une porte.
Le relief aux cygnes, dont cinq éléments appartiennent à un même ensemble monumental, découverts à Vienne sur la colline Pipet sont à rapprocher du théâtre de Fiesole (Italie) où des cygnes aux ailes déployées en arrière tiennent dans leur bec des rubans retenant une guirlande. Les cygnes appartenant à la symbolique apollinienne ainsi qu'à celle du Principat, ils permettent l’hypothèse soit d’un temple dédié à ce dieu soit d’un édifice public. L’aigle, les cygnes, la corne d’abondance et les lauriers servaient l’iconographie impériale et de nombreux fragments sculptés présentés au musée portent ces motifs, dévoilant un syncrétisme religieux où une tête barbue Jupiter, dieu romain, fusionne à celle d'Amon, dieu égyptien.
Le décor de la scène du théâtre antique de Vienne, la frise du pulpitum à décor bachique, se trouve au musée Saint-Pierre. Des fragments provenant de l’Odéon de Vienne, telle la base de candélabres aux extrémités ornées de tête de bélier, est présentée dans la nef centrale.
Le relief aux déesses mères ou Autel des Matres (Augustae) sculpté dans un calcaire blanc accompagné de plusieurs inscriptions laissent à penser qu’un culte aux Matres se pratiquait à Vienne, en relation avec le culte impérial.
De grands fragments sculptés de décor funéraire sont également visibles tels les acrotères en forme de masque tragique ou bachique et de nombreux sarcophages romains.

#### Les mosaïques
Vienne est la ville de Gaule où l’on a découvert le plus de mosaïques : plus de 250 pavements qui ornaient aussi bien des maisons privées que des bâtiments publics y furent trouvés. L’importance économique de la ville entre le Ier et le IIIe siècle explique le fort développement des ateliers de mosaïstes et donc l'important nombre de mosaïques présentes dans Vienne. Les mosaïstes viennois formés par des artisans italiques vont ensuite développer un style propre.

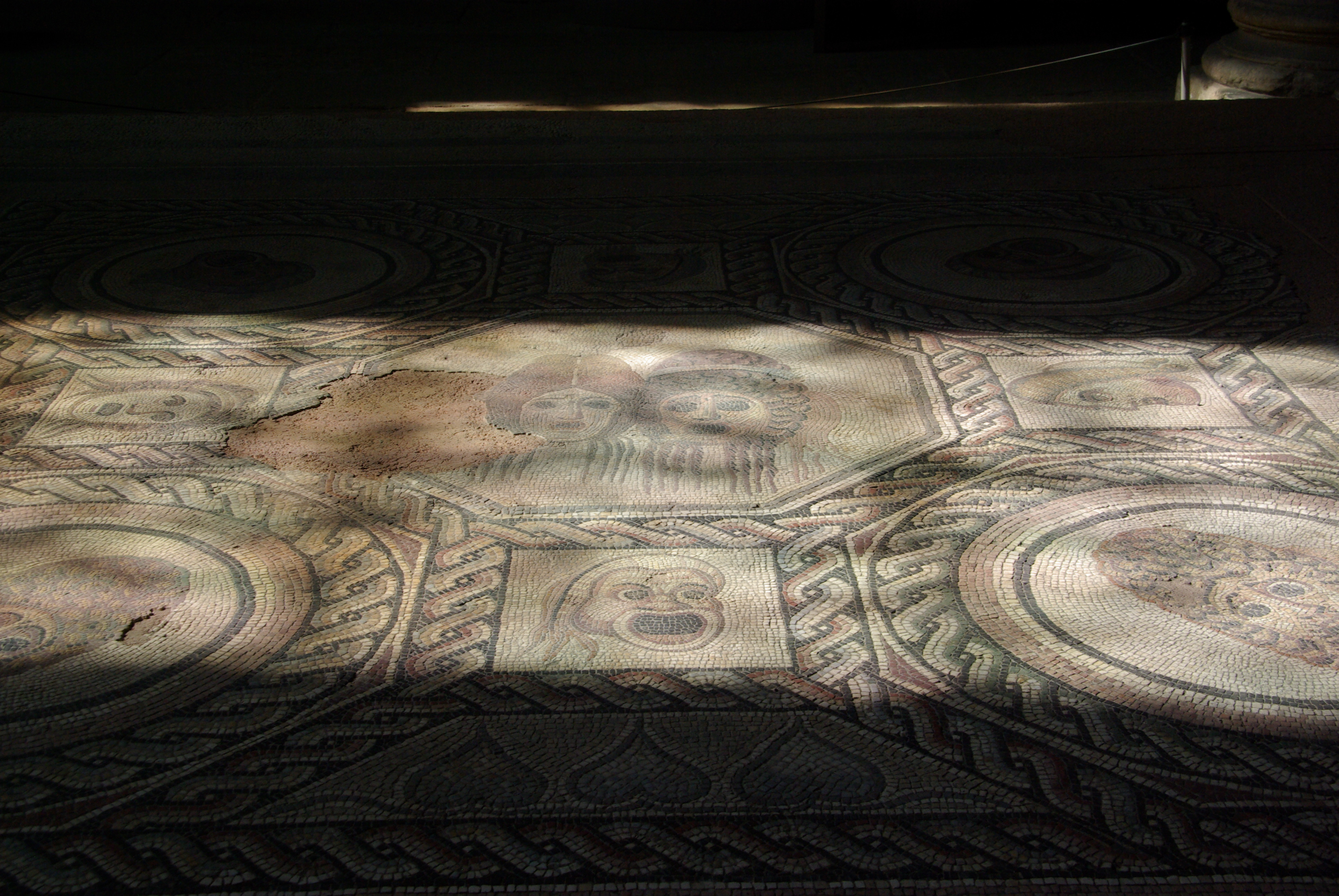
Mosaïque aux Masques de théâtre

Les mosaïques présentées au musée ont été découvertes soit fortuitement soit dans le cadre de fouilles de sauvetage et de diagnostics archéologiques.
Plusieurs de ces mosaïques, propriétés de la ville de Vienne, ont été déposées au musée de Saint-Romain-en-Gal-Vienne où elles sont exposées.
La Mosaïque aux Masques de théâtre, découverte lors d’une fouille préventive en 1978 rue des colonnes à Vienne, représente des masques de comédie et de tragédie. Le choix de ce sujet indique un goût particulier du commanditaire pour le théâtre. Une colonne de calcaire avec un décor lié à Dionysos, dieu du vin et du théâtre, a d’ailleurs été retrouvée dans cette maison et est présentée dans le musée près des oscilla. Ce choix de décor est aussi la traduction de la romanisation des élites et de leur attachement à la culture latine.
La Mosaïque de Thésée et d’Ariane ornait probablement un triclinium. Des 22 compartiments du canevas, seuls six sont conservés. Le Chien Bondissant est sans rapport avec le mythe de Thésée et d’Ariane et est plutôt associé à une scène de chasse, la nef seule rappelle l’épisode de la fuite de Thésée abandonnant Ariane à Naxos.
La Mosaïque de l’enlèvement de Ganymède est le médaillon central d’une mosaïque dont seuls deux panneaux ont été conservés. La scène mythologique a été très diffusée dans la vallée du Rhône, un des chapiteaux monumentaux du musée illustre le même épisode où l’on voit Ganymède enlevé par Zeus, métamorphosé en aigle.

#### Les oscilla

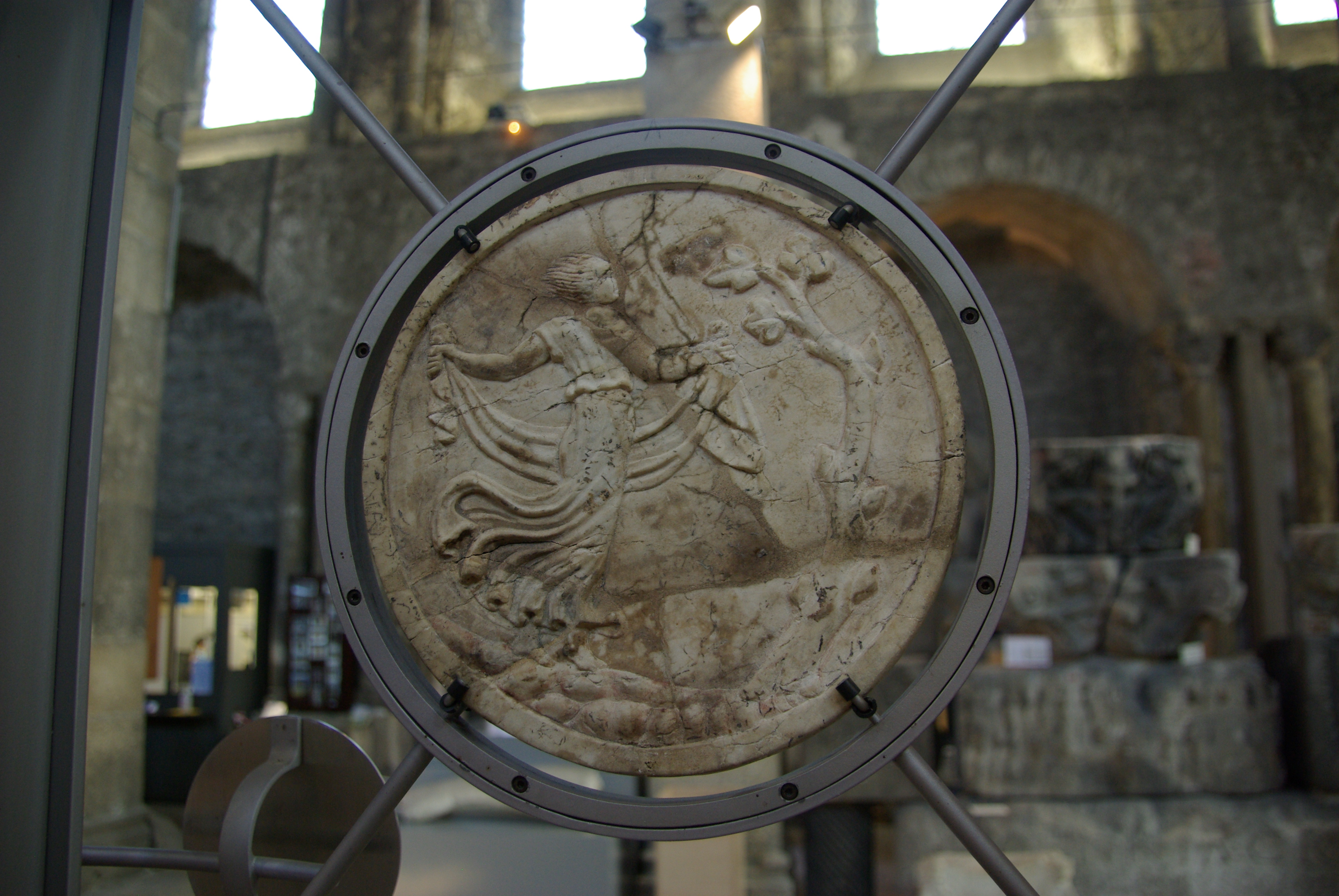
Oscilla

Une quinzaine d’oscilla, pièces de marbre sculptés en bas-relief sur chaque face, ayant trois formes possibles (le disque, le format rectangulaire et la "pelte" ou bouclier d'amazone) ont été découverts à Vienne. Cet ensemble est assez rare, la fragilité de ces pièces les ayant condamnées à la disparition. Ces oscilla étaient des offrandes aux divinités et étaient suspendues lors de cérémonies rituelles. Plus tard, ils ne garderont qu’une fonction ornementale dans les péristyles des riches demeures. Les oscilla présentés ont classiquement un décor théâtral, de comédiens tenant un masque de théâtre. Le décor d’un des oscilla est plus exceptionnel, une danseuse grecque, inspirée d’un original du Ve siècle av. J.-C. dite Danseuse de calathiscos, nom de sa coiffure en couronne de joncs tressés, exécute une danse rituelle.

#### Les inscriptions
Inscriptions sacrées, impériales, épitaphes, dédicace de monuments, donations etc…, l’épigraphie renseigne sur les institutions, les croyances religieuses et funéraires tout autant que sur la vie économique et sociale.
Dans le bas-côté sud-est, une inscription évoque la donation d’une flaminique qui a offert des tuiles en bronze doré, antéfixes et ornements des bases pour un temple. Une seconde inscription mentionne également une donation, d’horloge, de la part d’un sévir augustal. Cette inscription révèle un exemple d’évergétisme, à Vienne. L’épitaphe, dans le cartouche d’un sarcophage double d’un sévir augustal, réalisé de son vivant, à son épouse Sollia Fida est un exemple de la généralisation des dédicaces aux dieux mânes des défunts.  
Un autre monument funéraire fait du vivant des protagonistes et pour eux-mêmes, signale l’existence d’une troupe de théâtre appartenant à D. Valerius Asiaticus, premier consul viennois. Cet autel funéraire des scaenici asiatici est la preuve que Vienne disposait d'une troupe de théâtre permanente grâce à la générosité Decimus Valerius Asiaticus, premier sénateur et consul originaire de Narbonnaise (Ier siècle av. J.-C.).
Une dédicace fragmentaire, à la graphie remarquable, de l’enceinte de la colonie de Vienne à l’empereur Auguste rappelle le prestige de s’entourer de remparts. Autre inscription faisant référence aux institutions, l’inscription en l’honneur des jumeaux Sextus Coelius Canus et Sextus Coelius Niger, frères jumeaux élus aux décurionat par le sénat de Vienne ; l’inscription mentionne l’élévation d’une statue en argent et sa valeur de deux cent mille sesterces.

### Les collections médiévales

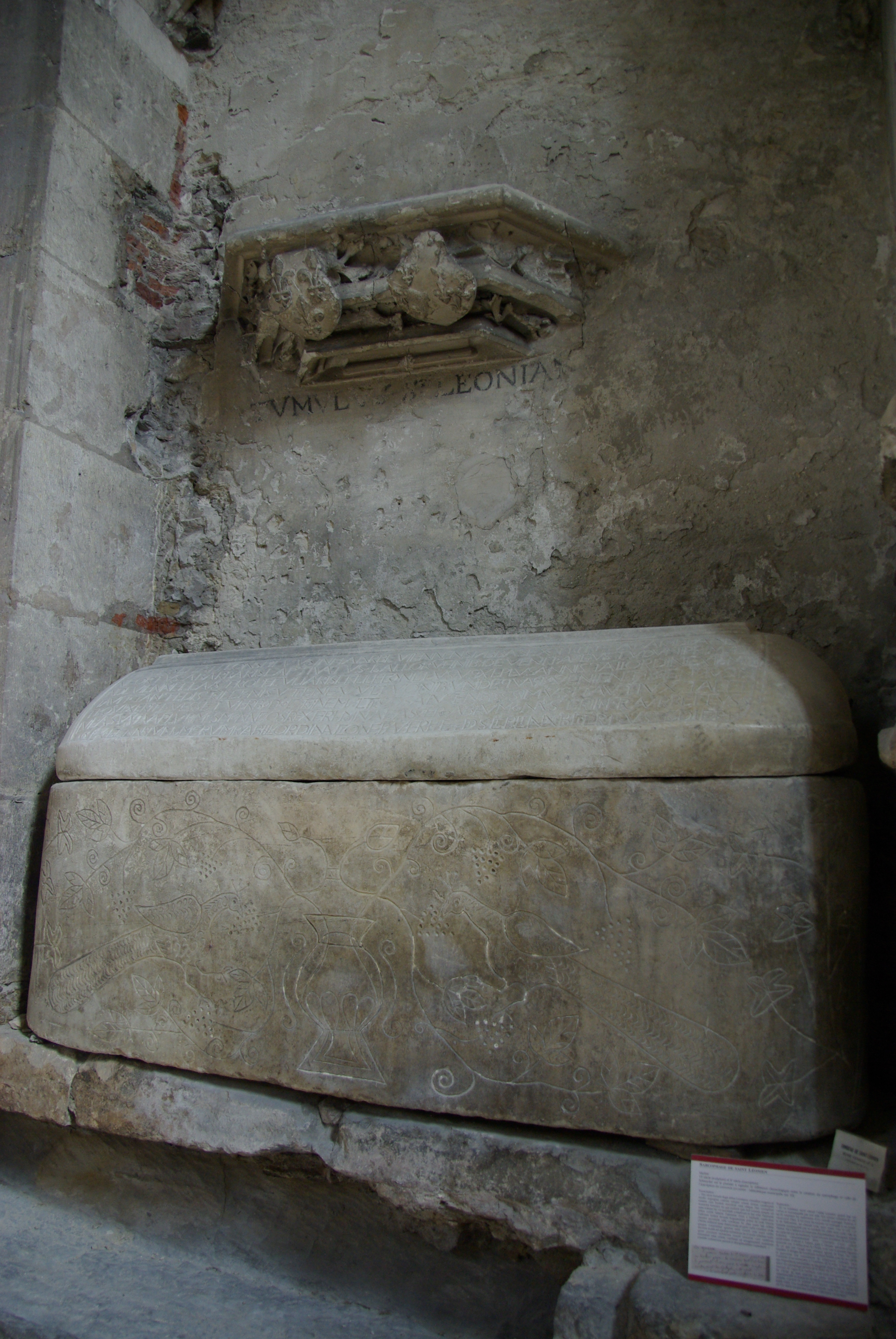
Sarcophage de Saint-Léonien

Les sarcophages de saint Mamert et de saint Léonien rappellent le rôle de nécropole privilégiée qu'a joué l'église Saint-Pierre. Ce dernier tombeau orné de rinceaux de vigne sortant d'un canthare et peuplé de deux paons est caractéristique de la sculpture en méplat du VIe siècle. Une inscription tardive (Xe siècle) sur le couvercle du sarcophage l’identifie comme celui de saint Léonien, fondateur de l’abbaye Saint-Pierre sous l’épiscopat d’Avit (490-525).
Le sarcophage de saint Mamert est redécouvert en 1860 dans une arcade murée, au sud de l’abside. Une inscription de IXe ou Xe siècle le nomme : « Sous cette masse de pierre sont couverts les très saints membres de saint Mamert, évêque de cette ville. Il institua un jeûne de trois jours avec des litanies solennelles, avant le jour où nous célébrons l’Ascension du Seigneur. »
Une ouverture dans la cuve a été aménagée pour que les pèlerins aient un contact avec le corps saint : une fenestella. Une autre fenestella a été placée en avant du sarcophage pour éloigner ce contact et le limiter à la vue. Cette pierre évidée est présentée au-dessus du sarcophage sur le mur ouest de l’abside.
Les abbés de Saint-Pierre ont continué d’élire sépulture dans l’abbatiale, contrairement aux archevêques de Vienne qui, à partir du XIe siècle, lui préfèrent la cathédrale Saint-Maurice. C’est le cas d’Aymar de Bernin, abbé de Saint-Pierre au début du XIIIe siècle et frère de l’archevêque de Vienne, Jean de Bernin. Son tombeau est constitué d’une cuve rectangulaire de marbre blanc, fermée par un couvercle en bâtière, également en marbre blanc. Il se trouvait dans la nef de Saint-Pierre avant la Révolution, période pendant laquelle il fut transféré à la cathédrale Saint-Maurice. Il est désormais présenté dans le chœur de Saint-Pierre. L’épitaphe de l’abbé Aymar est gravée de manière particulièrement soignée, en onciales régulières, parfois ornées d’un décor perlé ou d’éléments végétaux.
À la Révolution, l’abbatiale fut dépouillée de son mobilier. L’autel monolithe présenté dans la chapelle Notre-Dame est mentionné dans le jardin d’un Viennois habitant l’ancien logis de l’abbé de Saint-Pierre, au XIXe siècle. Arcisse de Caumont en fait réaliser un dessin, ce qui permet de l’identifier comme provenant de l’abbatiale et lui permet d’intégrer les collections du musée. La table, les trois colonnettes et le plateau inférieur sont taillés dans un seul bloc de marbre blanc. La forme de la table en demi-cercle est très rare et rappelle les autels des premiers temps chrétiens. La section octogonale des fûts des colonnettes, les chapiteaux ornés de feuillages stylisés et de rosettes permettent de rattacher cet ensemble aux Xe et XIe siècles. La création de cet autel peut être mise en relation avec les grands travaux d’aménagement de Saint-Pierre, lors de la division de la nef en trois vaisseaux.
De nombreux fragments de chancels sont conservés. Le chancel désigne la barrière basse en pierre de l’église, qui séparait les différents espaces liturgiques : le presbyterium autour de l’autel, réservé au prêtre ; le chœur pour tous les autres membres du clergé ; la nef pour les fidèles. Ce type d’aménagement perdure jusqu’au XIe siècle, pour être ensuite remplacé par des ensembles plus élevés : jubé et clôture de chœur. Les chancels démembrés sont souvent remployés. Tel est le cas à Saint-Pierre, où les fragments ont été remployés lors de la construction du clocher-porche, fragments visibles côté occidental de l’église. D'autres sont exposés dans la chapelle Notre-Dame.
Deux types de fragments subsistent : des piliers qui formaient l’ossature du chancel, et des plaques qui venaient s’insérer entre les piliers. Ils sont le plus souvent sculptés en faible relief sur deux faces. Les décors sont géométriques : entrelacs, torsades, tresses ou végétaux. Le seul décor à connotation religieuse est le rinceau de vigne qui symbolise l’eucharistie. La majeure partie de ces fragments date du IXe siècle.

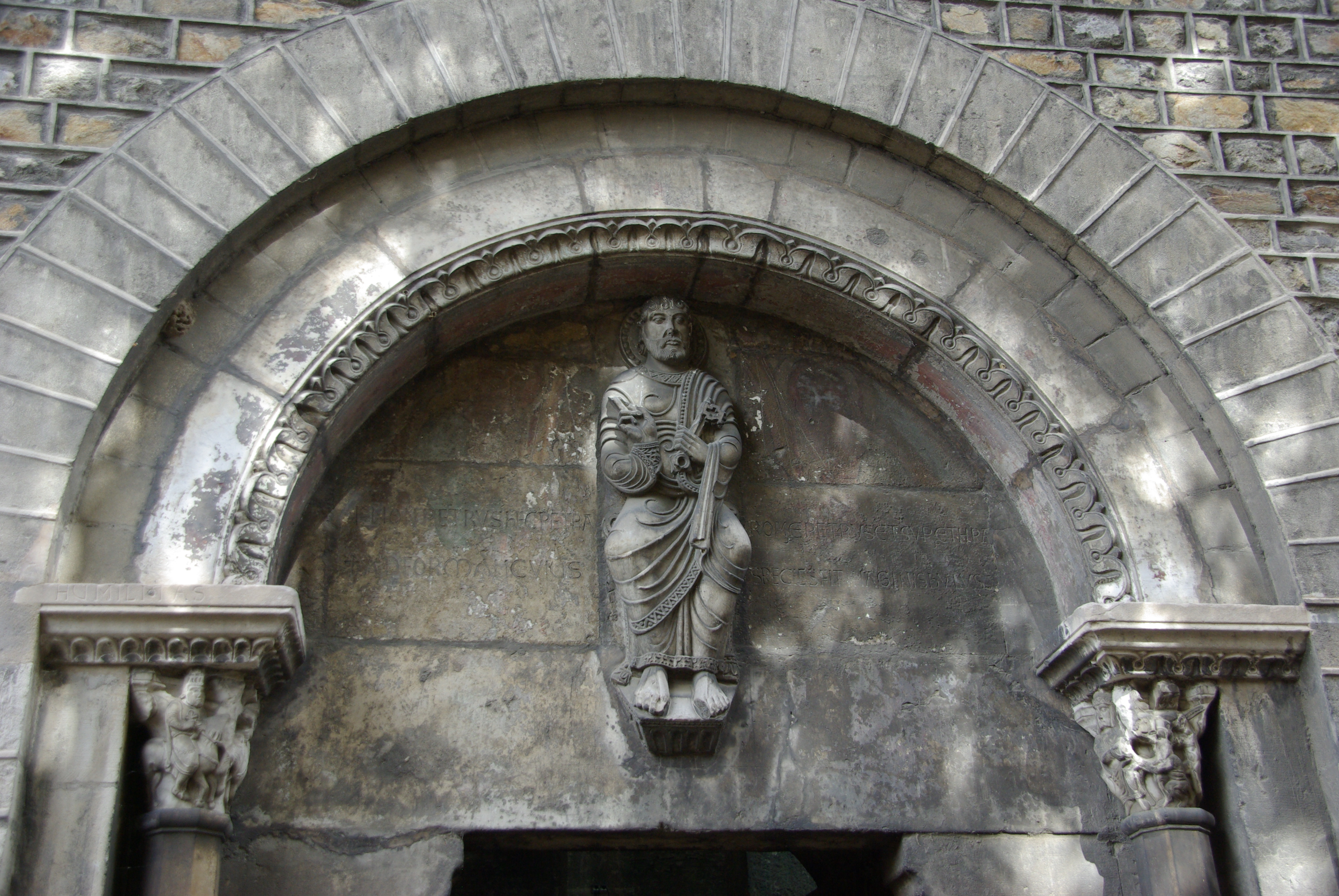
Portail sud

Le portail sud de l’église Saint-Pierre offre au regard la figure sculptée de saint Pierre, trônant, reconnaissable à ses clés. Il est encadré de deux personnages peints et d’une inscription gravée. La précision des détails des orfrois, de l’auréole, de la manche ou de ses sandales, les plis en virgule et les drapés qui laissent deviner les formes du corps montrent que cette œuvre a été sculptée par l’atelier qui a exécuté les trois apôtres conservés dans le porche nord de la cathédrale Saint-Maurice de Vienne: saint Jean, saint Paul et saint Pierre.
Les colonnettes qui encadrent la porte reçoivent chacune un chapiteau, avec des inscriptions qui les identifient. A gauche, humitas et superbia « humilité et orgueil » sont illustrés par deux cavaliers, l’un chevauchant humblement et l’autre chutant de cheval, puni pour son orgueil. À droite caritas « la charité », donne un pain à un pauvre agenouillé. Ces chapiteaux illustrent les vertus monastiques d’humilité, d’hospitalité et l’aumône. L’hébergement des pèlerins et les distributions de nourriture faisaient partie des obligations de tous les établissements religieux. A Vienne, l’aumône saint Paul a été fondée au milieu du XIe siècle, grâce au soutien de l’abbaye Saint-Pierre.

## Gestion et politique culturelle

### Fonctionnement administratif
Le musée archéologique Saint-Pierre est un musée municipal labellisé Musée de France. Sa direction est assurée par un conservateur. L’ensemble du personnel est employé par la ville de Vienne : un conservateur, deux attachées de conservation, une responsable administrative, une responsable des publics, des médiateurs, des adjoints du patrimoine. Ces statuts changeront avec la transformation en musée départemental prévue pour 2027.

### Politique de restauration et d’acquisition

#### Restauration
La ville de Vienne compte, parmi ses services, un centre de restauration municipal :  le CREAM (centre de restauration et d’études archéologiques municipal). Les restaurateurs du CREAM se consacrent à la conservation et la restauration des objets d’art et d’archéologie en céramique, verre, métal ainsi qu’aux collections en matière dure d’origine animale (os et ivoire), qu’il s’agisse de faune du paléolithique ou de productions de l’industrie osseuse.
L’atelier de restauration de Saint-Romain-en-Gal se spécialise dans les mosaïques et les enduits peints. La mosaïque de dieu Océan, acquise par la ville de Vienne, y est actuellement restaurée.
Pour le reste du lapidaire, le musée fait appel à des restaurateurs indépendants. Ces restaurations interviennent lors de projets d’exposition des musées de Vienne ou bien lors de prêts d’œuvres. Les établissements emprunteurs offrant souvent de restaurer les œuvres qui seront présentées au public lors d’expositions.

#### Acquisition: la mosaïque du dieu Océan
En juillet 2017, un joyau de l’archéologie viennoise réapparaissait en vente publique à Monte-Carlo après 43 ans d’oubli. La mosaïque du dieu Océan, pavement antique de près de sept mètres de long retournait dans sa ville d’origine. Avertie tardivement de la vente de la mosaïque du dieu Océan, fragmentée en quinze lots, la ville a dû se mobiliser très rapidement pour monter un projet d’acquisition, avec des subventions du ministère de la Culture et de la région Auvergne Rhône-Alpes. La mosaïque a pu être acquise grâce à une procédure de préemption, droit régalien que l’État peut déléguer aux collectivités. Cette disposition spécifique du droit patrimonial permet à la puissance publique de se substituer au dernier enchérisseur pour l’acquisition de pièces importantes. Le montant des enchères n’ayant pas dépassé le plafond que la ville s’était fixé, les musées de Vienne ont pu se livrer à la première préemption de leur histoire.

### Politiques tarifaires et services aux publics
La ville propose des billets groupés de ses différents musées et site : musée des Beaux-Arts et d’archéologie, cloître roman de Saint-André-le-Bas,  musée de l’Industrie textile et théâtre romain. Les musées proposent la gratuité : pour tous le premier dimanche du mois, pour les moins de 18 ans, les personnes en recherche d’emploi, bénéficiaires du RSA, les détenteurs de la carte ICOM, les guides-conférenciers, les architectes des monuments historiques.